# Friedrich August Peter Wasserfall
Friedrich August Peter Wasserfall (* 18. April 1793 in Detmold; † 23. November 1838) war ein deutscher Archivar und Bibliothekar.

## Leben
Friedrich August Peter Wasserfall war der Sohn des Kammerregistrators August Wilhelm Wasserfall und dessen Gemahlin Sophie Wilhelmine Krüger. Er erhielt eine „wissenschaftliche und gelehrte Ausbildung“.
Ab Oktober 1820 war Wasserfall wie sein Vater Kammerregistrator. Als Archivar und Bibliothekar war Friedrich August Peter Wasserfall seit Juli 1821 Gehilfe von Christian Gottlieb Clostermeier im Lippischen Landesarchiv und in der heutigen Lippischen Landesbibliothek Detmold. Am 1. Januar 1824 übernahm er zunächst die Leitung der Bibliothek, nach Clostermeiers Tod im Dezember 1829 auch das Archiv. Unter Wasserfall wurde in der Bibliothek der systematischen Katalog mit 16 Hauptabteilungen angefertigt. Nach seinem Tod wurden Archiv und Bibliothek getrennt, Nachfolger als Bibliothekar wurde Otto Preuß.
In erster Ehe war Wasserfall seit dem 18. April 1826 mit Anna Friederike geb. Pustkuchen (1807–1833) verheiratet. Nach deren Tod ehelichte er am 16. Dezember 1837 Annas Stiefschwester Mathilde Ottilie Marie (1816–1897).